# Marble Hill
Marble Hill è un comune degli Stati Uniti d'America, situato nello Stato del Missouri, nella contea di Bollinger, della quale è il capoluogo.